# Тероризъм
Тероризъм (от латински: terror – страх) е понятие без приета международна дефиниция. Потърпевшите от терористичните актове могат да бъдат висши длъжностни лица; военни; хора,  които обслужват интересите на правителствата; или обикновени граждани. Примери за терористични актове срещу висши длъжностни лица са редица политически убийства, извършени от руските революционери в края на 19 век, както и убийствата на президентите на САЩ. Терористичните актове срещу военни дейци преливат в партизанска война. Тези актове, в зависимост от гледната точка, имат позитивен или отрицателен заряд. Някой, който е смятан за терорист от едни, същевременно е считан за борец за свобода от други. Насилието срещу обикновените граждани най-често е осъждано като проява на „тероризъм“.
Терористичните актове могат да бъдат извършени от отделни хора, от групировки, или дори от държави, като за тях това е алтернатива пред директното обявяване на война. Държавите, които подпомагат или се занимават с използването на насилие срещу обикновени граждани, употребяват неутрални или положителни думи, за да характеризират своите бойци – като например борци за свобода, патриоти или паравоенни. Някои политически атентати се определят от някои автори като (част от) терор.

## Дефиниции
Въпреки че липсват дефиниции, установени с международни договори, налице са научни определения за тероризъм.
Като тероризъм се разбират насилие и акции на насилие (като напр. отвличания, атентати, удари с взривни вещества) срещу политическия ред, за да се постигне политическа промяна. Терорът служи като средство за натиск и преди всичко трябва да разпространи несигурност или страх или да създаде симпатия или готовност за подкрепа.. Тероризмът не е военна стратегия, а основно комуникационна стратегия. Въпреки че терористите се стремят към промяна на съществуващия ред, те не завземат територия по военен начин (като напр. партизаните Guerillero), а искат да завладеят мисленето – до 2014 г.
Понякога като тероризъм обобщаващо се назовават лицата или групите, които извършват покушения (терористи, респ. терористични организации), напр. в понятия като „международен тероризъм“ или „радикално ляв тероризъм“. Понятието държавен тероризъм обозначава налагането на страх у гражданите пред монопола на властта за стимулиране на покорство пред закона и държавно организирани актове на насилие, които нямат законово основание.
Термините тероризъм, терорист и тероризирам са използвани за първи път през 18 век за определяне на насилствена мярка на правителството. Във връзка с Френската революция от 1793 до 1794 г. е бил провъзгласен терор на Конвента, когато правителството убива или задържа всички лица, обявявани като контрареволюционни.
Според Bockstette тероризмът е продължителна и тайно действаща борба на всички нива чрез съзнателно създаване на страх чрез тежко насилие за постигане на собствени политически цели; чрез частично незачитане на съществуващите конвенции за водене на война; има стремеж към максимална публичност; затова създаването на страх е важна част от дефиницията. Според Bockstette тероризмът може да е част от асиметричен конфликт с малки ресурси срещу явно превъзхождащ сила. Често терористичните групи се рекламират като партизани, принудени да водят партизанска война с нетрадиционни асиметрични средства поради военната си слабост. За разлика от партизаните, терористите обикновено не са в състояние да спечелят директна военна конфронтация и по принцип я избягват, тъй като имат по-малък брой бойци, въоръжение и способности; за разлика от партизаните обръщат внимание не на физическите, а на психическите последици на нападенията си.
„Партизанинът [...] завладява пространството, за да обхване по-късно мисленето, терористът завладява мисленето, защото не може да овладее пространството.“ според Франц Вьордеман. Това обаче не изключва възможността междудържавните войни и партизаните да използват терористични методи.
Според дефиницията на Кофи Анан за тероризъм се касае при онези действия, които са насочени към причиняването на смърт или телесни повреди на цивилни лица, а не на воюващи, с цел да се сплаши населението или да се принуди международна организация или правителството да извършат или да не извършат нещо. При това не е необходимо да се дискутира дали държавите биха могли да се обвинят в тероризъм, тъй като неограничената употреба на въоръжена сила от страна на държава срещу цивилно население вече е забранено от международното право.

### Български определения
На стр. 230 – 346 в учебника си по МНП Б. Йотов разглежда явлението тероризъм. То не е получило юридическа регламентация по света, тъй като е в полето на политиката и идеологията; едни държави квалифицират националноосвободителните движения като тероризъм и с това – като неправомерни, а за други са правомерно проявление на принципа за самоопределение (стр. 240). Повечето автори се задоволявали да кажат, че определението е трудно.
Според него тероризмът е „обществено опасно деяние, извършено виновно и обявено от вътрешното и международното право за наказуемо,“ (дотук това е дефиницията за престъпление) „при което е използвано сила или заплашване за постигане на конкретни политически цели“ (стр. 238). Американските автори Малисон допълват, че насилието се употребява системно и актовете са крайни. Руският автор Карпец акцентира на изброяването на конкретни тежки престъпления и на създаването на специална организация. Според Йотов политическата цел се постига с ерозиране на държавните структури и внушаване на обществеността, че властите са неспособни да поддържат реда. Конкретните актове често са обикновени криминални действия, но извършени внезапно, от тайни групи (стр. 239), понякога водени от националсоциалистически, анархистични, религиозно фанатични идеи.
Според Г. Стоянов, „Тероризмът е организирана или индивидуална дейност за нанасяне на телесни повреди, за прилагане на насилие и задържане на хора, отвличане на моторни превозни средства или оказване на психологически натиск чрез заплаха с насилие с цел удовлетворяване на конкретни политически искания и най-вече отслабване и дестабилизиране на съществуващото държавно управление.“ „… накратко … характеристиката на явлението, тя е криминална насилствена дейност, мотивирана от политически подбуди.“ В книгата си „Тероризмът“ той извършва дефиницията на базата на триединството цел – средства – обекти. Цел: политическа – да ерозират политическите устои. Една от задачите: да внушат на обществото неспособността на властта. Средства: зависят от конкретния акт; на умишлено насилие – физическо, принуда, закана. Обекти: многобройни човешки жертви или огромни разрушения. От друга страна, самият тероризъм може да се разглежда като средство за постигане на своите цели – формиране на несигурност в населението, като цялото общество е обект. В резултат може да се прояви „синдром на последиците от насилието“, който да доведе до милитианство – образуване на недържавни отбранителни структури, които, от своя страна, да извършват тероризъм срещу малцинствата. Терористичните организации са сравнително малки групи, които секретно, детайлно и систематично планират акциите си.
Българският Наказателен кодекс забранява следните престъпления:
- чл. 108а – тероризъм: Който с цел да създаде смут и страх в населението или да заплаши, или да принуди орган на властта, представител на обществеността или представител на чужда държава или на международна организация да извърши или пропусне нещо в кръга на неговите функции, извърши престъпление [убийство, тежка телесна повреда, отвличане, унищожаване, неверни повиквания за тревога, палеж, взрив, наводнение, неправомерна дейност или притежание на оръжия, повреда на транспортно средство, залагане на вредно устройство на самолет, завладяване на самолет, премахване/поставяне на пътен знак, повреда на електрическа или съобщителна уредба, незаконно радиоразпространяване, отравяне на водоизточник, на храна за общо ползване, замърсяване на води, разполагане с отровно вещество, повреждане на йонизиращи съоръжения, нарушаване на ядрената безопасност...] се наказва за тероризъм с лишаване от свобода от пет до петнадесет години, а когато е причинена смърт – с лишаване от свобода от петнадесет до тридесет години, доживотен затвор или доживотен затвор без замяна.
- наказват се и приготовлението, опитът и помагачеството.
- чл. 96, ал. 1 и 2 – т.нар. индивидуални терористични действия: Който с цел да подрови или отслаби властта в републиката или да ѝ създаде затруднения лиши от живот държавен или обществен деятел..., причини тежка телесна повреда ...
- чл. 96, ал. 3 – т.нар. масов терор: Който с целта по ал. 1 чрез палеж, взрив, наводнение или друго общоопасно деяние причини смърт на едно или повече лица....
- те са разграничени от измяната (участие във въстание), диверсията и вредителството.

### Разграничения
Обективното отграничение е трудно, защото терминът се използва от властващи правителства и за легитимация, за оклеветяване (дори когато не се употребява сила) на мними врагове на съответното държавно управление (независимо дали употребяват сила) и/ или за оправдание на употреба на сила срещу тях.
1. Тероризмът се отличава от съпротивителните движения, партизаните или националните освободителни движения не толкова по избора на своите оръжия, колкото по избора на своите цели: Националното освободително или съпротивително движение най-вече е насочено към военно завземане на територия, докато тероризмът напротив се опитва да спечели максимално внимание с актовете на насилие, за да подкопае затворените структури на властта и да опримери уязвимостта на тези структури пред населението. Терористите залагат на психическите последици на употребата на насилие; тяхното насилие е комуникативно и индиректно. За разлика от тях борците за освобождение/ съпротива при прилагане на физическо насилие се ограничават основно до военни цели и възнамеряват да постигнат директно целите на своята организация.
2. Често дълго съществувалите терористични организации се комерсиализират и така – претопяват в организирана престъпност.
3. Границата между „терориста“ и „бореца на съпротивата“ (воин на бога, революционер, борец за свобода) е светогледна и често спорна. Според социолога понятието зависи от позицията на наблюдателя., бивш съдия в Международния съд в Хага съжалява, че някога е била наложена тази непрецизна, многозначна и правно неполезна концепция. При националноосвободителните движения има по-масово участие на населението.
Така почти всяка държава, и дори отделни щати в САЩ, използват различни дефиниции за тероризъм 
4. Организираната престъпност също е организирана и секретна, но целта е икономическа, неидеологизирана, насилието не е основно средство (ползва се все по-рядко, предпочитат се „фини средства“), не се цели публичен ефект, няма омраза към съществуващото общество, има стремеж към инфилтриране във властта, сферите на дейност не са всеобхватни или случайни. 5. Понякога тероризмът също се насочва към „сивата зона“, но с цел материално обезпечаване на основната дейност; а организираната престъпност търгува с оръжие и опасни средства по комерсиални причини.

## Видове тероризъм
В началото на 1975 г., Националния институт за правосъдие на САЩ сформира Национален консултативен комитет по наказателноправни стандарти за правосъдие и цели. Един от петте тома, които комисията написва, е озаглавен „Безредици и тероризъм“, публикуван от Работната група за безредици и тероризъм под ръководството на Х. Купър, директор на групата.
Работната група класифицира тероризма в шест категории.
- Граждански безредици – форма на колективно насилие, която се смесва с мир, сигурност и нормалното функциониране на обществото.
- Политически тероризъм – насилствено престъпно поведение, което главно цели да генерира страх в обществото, или в значителна част от него, за политически цели.
- Неполитически тероризъм – тероризъм, който не е насочен към политически цели, но който показва „съзнателно създаване и поддържане на висока степен на страх за принудителни цели, и в чиито край е по-скоро индивидуална или колективна печалба, отколкото постигането на политическата цел.“
- 'Квази-тероризъм' – Дейностите, свързани с извършването на престъпления и насилие, които са подобни по форма и метод на автентичния тероризъм, но на които въпреки това липсва основната му съставка. Основната цел на квази-терористите не е да предизвикат ужас в непосредствената жертва както е в случай на истинския тероризъм, но квази-терористите използват методи и техники на истинските терористи и предизвикват подобни последици и реакции.[19] Например бягащият престъпник, който взима заложник, е квази-терорист, чиито методи са подобни на тези на истинския терорист, но чиито цели са съвсем различни.
- Ограничен политически тероризъм – автентичният политически тероризъм се характеризира с революционерски подход; ограниченият политически тероризъм се отнася за „терористични актове, които са извършени по идеологически или политически мотиви, но които не са част от съгласувана кампания, целяща да поеме контрола над държавата.“
- Официален или държавен тероризъм – „Имат се предвид народите, чието управление се основава на страх и потисничество, което достигат сходство с тероризма или с такива размери.“ Може също така да бъде определен като „Структурен тероризъм“, описван широко като терористични актове, извършени от правителствата за постигане на политически цели, често като част от тяхната външна политика.

Няколко автори и експерти в следните източници определят типологията на тероризма:
- Политически тероризъм
  - Държавно поддържан тероризъм
    - Социален революционен тероризъм
    - Националистически сепаратистки тероризъм
    - Религиозно-екстремистки тероризъм
      - Религиозно-фундаментален тероризъм
      - Нов религиозен тероризъм

    - Десен тероризъм
    - Ляв тероризъм
    - Тероризъм на особения интерес

  - Спонсориран от държавата тероризъм
  - Държавен тероризъм
- Криминален тероризъм
- Патологичен тероризъм

## Мотивация на терористите
Атаките на колаборационисти са използвани за сплашване на хората от сътрудничество с държавата, с цел да подкопаят държавния контрол. Тази стратегия е използвана в САЩ по време на войната за независимост и в Ирландия, Кения, Алжир и в Кипър по време на борбите им независимост.
Атаките на емблематични цели се използват, за да се предизвика прилагането на контратероризъм от страна на държавата, който да поляризира населението. Тази стратегия е използвана от Ал Кайда в атаките ѝ срещу САЩ през септември 2001 г. Този вид атаки също са използвани да привлекат вниманието на международната общност към действия, които иначе не са декларирани – като палестинските самолетни отвличания през 1970 г. и кризите с южномолукските заложници в Холандия през 1975 г.
Абрам предполага, че терористичните организации не избират тероризма заради политическата му ефективност.

Отделни терористи изглежда са мотивирани повече от желанието си за социална солидарност с другите членове на организацията, в която членуват, отколкото от политическите платформи и стратегическите цели, които често са неясни и неопределени.

## Демокрация и вътрешен тероризъм
Връзката между вътрешния тероризъм и демокрацията е доста сложна. Такъв тероризъм най-често се среща в страни с умерена политическа свобода, а най-рядко – в по-демократичните страни. Въпреки това, проучване показва, че самоубийственият тероризъм може да бъде изключение от това общо правило.
Доказателствата по отношение на този конкретен терористичен метод показват, че всяка самоубийствена кампания в днешно време е насочена срещу демокрация, срещу държава със значителна степен на политически свободи. Проучването предполага, че случаите на отстъпки, предоставени на терористите през 1980-те и 1990-те години при самоубийствени атентати, увеличава честотата на атентатите.
Някои примери за „тероризъм“ в недемократични страни включват атентатите на ЕТА в Испания при управлението на Франсиско Франко (макар и терористичната дейност на групата да се увеличава рязко след смъртта му), на Сендеро Луминосо в Перу при Алберто Фухимори,
на Кюрдската работническа партия, когато Турция е управлявана от военните лидери и АНК В Южна Африка. Някои демокрации, като Обединеното кралство, САЩ, Израел, Индонезия, Индия, Испания и Филипините, също страдат от вътрешен тероризъм.
Докато една демократична държава, възприела гражданските свободи, може да претендира за по-високи нравствени стандарти от други режими, терористичен акт в такава държава може да доведе до дилема: дали да запази гражданските свободи и по този начин да рискува да бъде възприета като неефективна в справянето с проблема или да ги ограничи и да рискува да делегитимира претенциите си, че ги подкрепя. Поради тази причина домораслият тероризъм започва да се разглежда като все по-голяма заплаха, както посочва бившия директор на ЦРУ Майкъл Хейдън. Тази дилема, според заключението на някои социални теоретици, може много добре да се впише в първоначалните планове на терористите, а именно, да делегитимират държавата.

## Религиозен тероризъм
Религиозният тероризъм е тероризъм, практикуван от групи или отделни лица, чиято мотивация обикновено се корени в догмите на вярата. Терористичните актове през вековете са извършвани на религиозна основа с надеждата да се разпространи или наложи система от убеждения, гледна точка или мнение. Религиозният тероризъм не определя сам по себе си непременно конкретна религиозна гледна точка или възглед, а вместо това обикновено определя индивидуалното или общото тълкуване или интерпретацията на ученията на система от вярвания.